# 纽约太阳报 (便士报)
太阳报（英語：The Sun），1833年由本杰明·戴创办于纽约，发行至1950年停刊。被认为是第一份成功的便士报，成为美国商业刊物的发轫。由于其发行的成功和开创性作用，和后来由贝内特的《纽约先驱报》和《纽约论坛报》并称为美国新闻史上的三大便士报。

## 历史
纽约太阳报于1833年9月3日出版，本杰明·戴总编，其口号是：“照耀所有人(It Shines for All)”初为清晨编辑版，夜间编辑版于1887年开始实行。弗兰克·芒西于1916年将另外两份报纸与“晚间太阳报”合并为纽约新闻报，清晨编辑版的纽约太阳报与芒西的纽约先驱报合并为“太阳与先驱报”，但在1920年，芒西将其再次拆分，将晚间太阳报停刊，改革太阳报为晚报风格。这份报纸持续发行至1950年1月4日，与纽约世界电讯报合并，改版为新的“纽约世界电讯-太阳报”；1966年，该报又成为New York World Journal Tribune的一部分。
2002年，新的紐約太陽報创刊，但与早期便士报时期的太阳报并无实质关联。